# Andrea Polaschegg
Andrea Polaschegg (* 1972 in Wesel) ist eine deutsche Literatur- und Kulturwissenschaftlerin.

## Leben
Polaschegg wurde 1972 in Wesel geboren und studierte von 1991 bis 1999 Neuere Deutsche Literatur, Germanistische Linguistik, Orientalistik und Islamwissenschaft in Bochum, Kairo und Berlin. 
Von 2000 bis 2007 war sie wissenschaftliche Mitarbeiterin am Institut für deutsche Literatur der Humboldt-Universität zu Berlin (Lehrstuhl Ernst Osterkamp). Nach ihrer Promotion 2005 wurde sie 2007 nach Rufen an die Universität Konstanz und HU Berlin Juniorprofessorin für Literatur und Wissen im religionsgeschichtlichen Kontext an der Humboldt-Universität zu Berlin. Im Sommersemester 2009 und Wintersemester 2009/10 vertrat sie den Lehrstuhl von Albrecht Koschorke in Konstanz. 
Polascheggs Forschungsschwerpunkte umfassen neben der Kulturgeschichte des deutschen Orientalismus unter anderem Theorien der Alterität, Zusammenhänge von Bibel und Literatur, die Medien- und Gattungspoetik des Textanfangs sowie die Literatur- und Kulturgeschichte des 19. Jahrhunderts.
Andrea Polaschegg ist Mitglied des Vorstands des SFB 644 „Transformationen der Antike“ der HU Berlin, des DFG-Graduiertenkollegs 1458 „Schriftbildlichkeit“ der FU Berlin sowie des Kollegiums des PhD-Netzwerks „Das Wissen der Literatur“ am Institut für deutsche Literatur der HU Berlin.
Im Februar 2016 habilitierte sie sich in Berlin und wurde im Januar 2017 an die Universität Graz als ordentliche Professorin für Neuere deutschsprachige Literatur berufen. Von 2018 bis 2021 war sie Professorin für Germanistik und Allgemeine Literaturwissenschaft – mit dem Schwerpunkt 
„Medien der Literatur“ – an der Universität Siegen. Seit Herbst 2021 ist sie Professorin für Allgemeine Literaturwissenschaft – mit dem Schwerpunkt „Deutsche Literatur des 19. und 20. Jahrhunderts“ – an der Universität Bonn.

## Veröffentlichungen
Monografien
- Der Anfang des Ganzen. Eine Medientheorie der Literatur als Verlaufskunst. Göttingen 2020. DOI:10.5771/9783835344471
- Der andere Orientalismus. Regeln deutsch-morgenländischer Imagination im 19. Jahrhundert. Berlin/New York 2005, Reprint 2011. (Rezensionen in der Zeitschrift für deutsche Philologie 127 (2008), der Zeitschrift für Germanistik 18 (2008), Arbitrium 25 (2007), Scientia Poetica 11 (2007), den Monatsheften für deutschsprachige Literatur und Kultur 99 (2007) / H. 4, Athenäum 16 (2006), der Süddeutschen Zeitung[5] und Geschichte Transnational[6])

Sammelbände
- Das Buch in den Büchern. Wechselwirkungen von Bibel und Literatur. Hrsg. von Andrea Polaschegg u. Daniel Weidner. München 2014.
- Der Einsatz des Dramas. Dramenanfänge, Wissenschaftspoetik und Gattungspolitik. Hrsg. v. Claude Haas u. Andrea Polaschegg. Freiburg i. Br. u. a. 2012.
- Das Buch der Bücher – gelesen. Lesarten der Bibel in den Wissenschaften und Künsten. Hrsg. v. Steffen Martus u. Andrea Polaschegg. Bern/Berlin u. a. 2006 (= Publikationen zur Zeitschrift für Germanistik 13).
- Wilhelm Hauff oder die Virtuosität der Einbildungskraft. In Verbindung mit der Deutschen Schillergesellschaft herausgegeben von Ernst Osterkamp, Andrea Polaschegg und Erhard Schütz. Göttingen 2005.

Ausgewählte Aufsätze
- Maschinen (nicht) verstehen. Das kollabierte Paradox in Franz Kafkas Erzählung „In der Strafkolonie“. In: DVjs 82 (2008), H. 4, S. 654–680.
- Literarisches Bibelwissen als Herausforderung für die Intertextualitätstheorie. Zum Beispiel: Maria Magdalena. In: Scientia Poetica 11 (2007), S. 209–240.
- Vom chinesischen Teehaus zu hebräischen Melodien. Parameter zu einer Gebrauchsgeschichte des deutschen Orientalismus. In: Klaus-Michael Bogdal (Hrsg.): Orientdiskurse in der deutschen Literatur. Aisthesis-Verlag, Bielefeld 2007, ISBN 978-3-89528-555-4, S. 49–80.
- Zwischen Poetischen Wäldern und Paradiesgärtlein. Paul Gerhardts „Sommergesang“. In: Winfried Böttler (Hrsg.): Paul Gerhardt: Erinnerung und Gegenwart. Beiträge zu Leben, Werk und Wirkung. Frank und Timme, Berlin 2006, ISBN 3-86596-062-6, S. 21–41.
- Tigersprünge in den hermeneutischen Zirkel oder Gedichte nicht verstehen. Gattungspoetische Überlegungen (lange) nach Emil Staiger. In: Joachim Rickes, Volker Ladenthin, Michael Baum (Hrsg.): 1955–2005: Emil Staiger und "Die Kunst der Interpretation" heute (= Publikationen zur Zeitschrift für Germanistik. 16). Frankfurt am Main 2006, S. 87–109.
- Der Flug in die Fremde – der Flug in die Dichtung. Zu einer poetischen und hermeneutischen Denkbewegung um 1800. In: Hartmut Böhme (Hrsg.): Topographien der Literatur. Metzler, Stuttgart/Weimar 2005, ISBN 3-476-02117-3, S. 648–672.
- „diese geistig technischen Bemühungen …“ Zum Verhältnis von Gestalt und Sinnversprechen der Schrift: Goethes arabische Schreibübungen und E.T.A. Hoffmanns „Der goldene Topf“. In: Gernot Grube, Werner Kogge, Sybille Krämer (Hrsg.): Schrift. Kulturtechnik zwischen Auge, Hand und Maschine. Fink, München 2005, ISBN 3-7705-4190-1, S. 279–304.